# Богданович Анатолій Максимович
Анато́лій Макси́мович Богдано́вич (3 липня 1882, село Сокіл, нині Кам'янець-Подільського району Хмельницької області — 12 серпня 1914, село Чернівці, нині селище міського типу, районний центр Вінницької області) — український письменник, журналіст. Псевдоніми — Богдан-Сокольський А. М., Сокольський Богдан.

## Біографія
Анатолій Максимович Богданович народився 3 липня 1882 року в селі Сокіл Кам'янецького повіту Подільської губернії (нині Кам'янець-Подільського району Хмельницької області) у сім'ї псаломщика.
Навчався в духовній школі, далі в Подільській духовній семінарії в Кам'янці-Подільському. Богдановича відрахували з п'ятого курсу за українофільські переконання.
Анатолій Богданович вступив до військової школи у Вільно (нині Вільнюс), де отримав офіцерське звання. Перебував на військовій службі.
1914 року закінчив Київський комерційний інститут.
Загинув під час Першої світової війни. Був важко поранений на полі під селом Чернівці (нині селище міського типу, один із районних центрів Вінницької області), пролежав там цілу добу і, підібраний санітарами, помер 12 серпня 1914 року. За місяць до того Богдановичу виповнилося 32 роки. У повідомленні про смерть письменника не було уточнено, які саме Чернівці (місто на Буковині чи село на Поділлі) стали місцем його загибелі. Юрій П'ядик, проаналізувавши лінію фронту середини серпня 1914 року, дійшов до висновку, що це могло бути тільки село на Поділлі.

## Творчість
Писав українською і російською мовами.
Друкувався від 1909 року в газеті «Рада». Автор статей з питань економіки, культури, медичної допомоги, статистики, страхування. Автор книги «Новий хліб Росії» (1913) про торгово-економічну користь і виробництво кукурудзи в Російській імперії (з передмовою професора Костянтина Воблого).
Тяжкій долі простих людей присвячено оповідання «Янголи співають», опубліковане в газеті «Рада», повість «Несчастная» (Кам'янець-Подільський, 1909).
У повісті «Всесильна» (Київ, 1910), позначеній елементами натуралізму, Богданович зобразив духовну обмеженість армійських чинів. Збірку «Всесильна» Микита Шаповал означив як «побутові нариси» з військового життя, визначеного горілкою, і оцінив прихильно, мовляв, автор дав багато влучних характеристик своїм героям, але радив авторові не губити об'єктивності в зображенні, щоб не стати жертвою сенсуалізму.
У публіцистичному творі «Эскизы современности» (Київ, 1909) письменник критикував гнобительську національну політику самодержавства, підтримував діяльність товариства «Просвіта». Розпорядженням тимчасового комітету у справах преси в місті Києві на цю брошуру було накладено арешт. Далі це розпорядження затвердив окружний суд.
Богданович видав кілька книжок прози, історичну драму на п'ять дій «Гайдамаки» (Вільно, 1904).
У пресі згадувалося й про інші художні твори Богдановича — «Переляк» і «Малюнки життя».

## Видання творів

Богдан-Сокольский А. М. «Новый хлеб России»

- Богдан-Сокольский А. М. Несчастная: Повесть из жизни 90-х гг. — Каменец-Подольск: Типография Л. Койфмана, 1908. — 63 с.
- Богдан-Сокольский А. М. Эскизы современности: [Очерк национального возрождения и жизни последних 4 лет на Украине, в Польше, Литве и у евреев]. — Киев: Типография П. Барского, 1909.
- Богдан-Сокольський А. М. Всесильна. — К.: Друкарня акціонерного товариства «Петр Барский», 1910. — 73 с.
- Богдан-Сокольский А. М. Под маской: Сборник. — Киев: Типография АО «Петр Барский в Киеве», 1911.
- Похоронні звичаї й обряди в селі Соколі Кам'янецького повіту Подільської губернії / Записав 1911 р. А. Богдан Сокольський // Етнографічний збірник. — Т. 31—32. — Львів: Накладом Наукового товариства імені Шевченка, 1912. — С. 397—389.
- Богдан-Сокольский А. М. Новый хлеб России: В двух частях / Труды экономического семинария проф. К. Г. Воблого при Киевском коммерческом институте. Выпуск 2-й. — Киев: Типография «Т-во Е. А. Синькевич», 1913. — 288 с. Часть 1: Культура нового хлеба: Сельскохозяйственный очерк с обзором литературных источников. Часть 2: Использование нового хлеба: Торгово-экономический очерк с таблицами, диаграммами и рисунками. Приложение-вклейка «Сравнительный экономический анализ России, Австро-Венгрии и Соединенных Штатов».
- Богданович Анатолій Всесильна: Повість з гарнізонного життя солдат та офіцерів у дореволюційний період. — Городок: Бедрихів Край, 2007. — 64 с.